# Daniela Arndt
Daniela Arndt (* 9. Mai 1977 in Essen) ist eine ehemalige deutsche Fußballspielerin.

## Karriere
Arndt begann in einer Jungenmannschaft bei der Essener SG 99/06 mit dem Fußballspielen und setzte es später bei der SG Schönebeck (Mädchen) fort.
Später gehörte sie im Alter von 19 Jahren zunächst dem Kader des FC Rumeln-Kaldenhausen an, für den sie in der letzten Saison der zweigleisigen Bundesliga in der Gruppe Nord Punktspiele bestritt. Als Zweitplatzierter war ihre Mannschaft für die Endrunde um die Deutsche Meisterschaft qualifiziert und erreichte über den FSV Frankfurt das Finale. Am 8. Juni 1997 unterlag sie mit ihrer Mannschaft in Duisburg-Homberg dem Verein Grün-Weiß Brauweiler mit 3:5 im Elfmeterschießen, wobei sie ihren Schuss zum möglichen 4:4 vergab; gegen diese Mannschaft unterlag ihr Verein erneut im DFB-Pokal-Halbfinale mit 3:4 n. V.
Die Saison 1997/98 wurde als Drittplatzierter beendet und am 16. Mai 1998 der DFB-Pokal mit 6:2 über den FSV Frankfurt gewonnen – unter dem geänderten Vereinsnamen FCR Duisburg 55. In der Saison 1998/99 wurde die Meisterschaft auf Platz zwei beendet und das Finale um den DFB-Pokal erneut erreicht. Die am 12. Juni 1999 im Olympiastadion Berlin als Vorspiel zum Männerfinale ausgetragene Begegnung mit dem 1. FFC Frankfurt endete durch das Siegtor durch Nia Künzer in der 43. Minute mit der 0:1-Niederlage.
Von 1999 bis 2007 spielte sie in Essen zunächst eine Saison lang für die Frauenfußballabteilung des SC Grün-Weiß Schönebeck in der seinerzeit zweitklassigen Regionalliga West. In der Saison 2000/01 belegte ihr Verein – nunmehr unter dem Namen SG Essen-Schönebeck – erneut den zweiten Platz in der Regionalliga West. Nach dem sechsten und zehnten Platz folgten die Meisterschaft 2004 und der Aufstieg in die Bundesliga. In der höchsten Spielklasse im deutschen Frauenfußball bestritt sie in drei Jahren insgesamt 34 Punktspiele, wobei sie am 5. September 2004 (1. Spieltag) bei der 0:4-Niederlage im Auswärtsspiel gegen den 1. FFC Turbine Potsdam debütierte.
Von 2007 bis 2014 war sie dann für den 1. FFC Recklinghausen aktiv. Spielte sie in den ersten drei Saisons noch in der viertklassigen Verbandsliga Westfalen (ab 2008 Westfalenliga), so stieg sie mit ihrem Verein als Meister dieser Spielklasse 2009 in die Regionalliga West auf, die ebenfalls als Meister 2010 beendet wurde. Ihre Premierensaison in der 2. Bundesliga Süd endete mit dem Abstieg in die Regionalliga West und ein Jahr darauf mit der Rückkehr in die 2. Bundesliga Süd. Nach dem Scheitern in der Relegation gegen Blau-Weiß Hohen Neuendorf spielte sie erneut in der dritthöchsten Spielklasse. Aus dieser stieg ihr Verein als Letztplatzierter in die Westfalenliga ab, in der sie ihre Karriere am letzten Spieltag am 15. Juni 2014 bei der 1:4-Niederlage im Heimspiel gegen die Sportfreunde Siegen beendete.

## Erfolge
FC Rumeln-Kaldenhausen
- Zweiter Deutsche Meisterschaft 1997

FCR Duisburg 55
- DFB-Pokal-Sieger 1998, -Finalist 1999

SG Essen-Schönebeck
- Meister der Regionalliga West 2004 und Aufstieg in die Bundesliga

1. FFC Recklinghausen
- Meister Regionalliga West 2010 und Aufstieg 2. Bundesliga Süd
- Westfalen-Meister 2009 und Aufstieg Regionalliga West